# Памятник Юрию Гагарину (Вифлеем)
Памятник Юрию Гагарину в Вифлееме был установлен 19 января 2018 года. Этот памятник стал первым памятником Юрию Гагарину в Палестине.
Установка памятника была произведена в рамках программы благотворительного фонда «Диалог культур — единый мир». Этот бюст стал 44 по счёту памятником, установленным в рамках этой программы.
Помощь в установке памятника в Вифлееме оказывало Императорское православное палестинское общество (ИППО) и Русское географическое общество (РГО).
Памятник установлен на западном берегу реки Иордан, около входа в Храм Рождества, который поставлен на месте, где по преданию родился Иисус Христос, в сквере рядом с Ясельной площадью.
На торжественной церемонии открытия памятника Гагарину в Вифлееме присутствовали представитель России при Палестинской национальной администрации Айдар Аганин, глава отделения ИППО Дауд Матар, мэр Вифлеема Антон Сальман, а также находящиеся в паломнической поездке представители ИППО из разных городов. На торжественную церемонию также было направлено письмо от Сергея Степашина, являющегося председателем ИППО, которое было зачитано в ходе церемонии.

## Описание памятника
Памятник представляет собой выполненный из бронзы бюст Юрия Гагарина, который представлен здесь в гермошлеме от космического скафандра, в котором он выполнил свой полёт.
Бюст установлен на высоком постаменте из розового гранита.
У основания постамента находится табличка с флагами России и Палестины, ниже флагов расположена надпись на английском языке.
В переводе на русский язык текст надписи гласит:
«Подарен палестинскому народу международным благотворительным фондом „Диалог культур — единый мир“ Россия»